# Stéphane Courtois
Stéphane Courtois (sinh ngày 25 tháng 11 năm 1947) là một sử gia người Pháp, giám đốc nghiên cứu tại trung tâm French National Centre for Scientific Research (CNRS), giáo sư về Lịch sử tại Catholic Institute of Higher Studies (ICES) ở La Roche-sur-Yon, giám đốc một trung tâm thu thập chuyên về lịch sử của các phong trào và các chế độ Cộng sản.

## Tiểu sử
Stéphane Courtois (sanh ngày 25 tháng 11 năm 1947), là con của một giáo viên. Ông ta là một sử gia người Pháp, một nhà chuyên môn nổi tiếng quốc tế về các nghiên cứu về Chủ nghĩa Cộng sản, đặc biệt về lịch sử của chủ nghĩa Cộng sản và các cuộc tàn sát tập thể của các đảng Cộng sản và là tác giả nhiều cuốn sách. Sách Đen của Chủ nghĩa cộng sản, một cuốn sách viết bởi Courtois, đã được dịch ra rất nhiều ngôn ngữ, đã được bán cả triệu bản và được xem là cuốn sách căn bản để nghiên cứu về các cuộc tàn sát tập thể của các đảng Cộng sản.

Courtois là một giám đốc nghiêu cứu tại French National Centre for Scientific Research, cũng là giáo sư sử học tại Catholic Institute of Higher Studies – ICES. Ông ta là chủ bút của tờ Communisme, mà ông cùng thành lập với Annie Kriegel vào năm 1982, và thuộc nhóm chuyên gia cố vấn Cercle de l'Oratoire.

Khi còn là sinh viên,từ 1968 cho tới 1971, Courtois theo chủ nghĩa Cộng sản của Mao Trạch Đông, nhưng sau đó lại trở thành một người thẳng thắn chống lại chủ nghĩa Cộng sản và một người cổ võ mạnh mẽ cho chế độ Dân chủ, Đa nguyên, Nhân quyền, và Nhà nước pháp quyền.

Courtois cho là chủ nghĩa Cộng sản và chủ nghĩa Phát xít đều cùng là các chế độ độc tài toàn trị chỉ khác nhau chút ít, và chủ nghĩa Cộng sản chịu trách nhiệm cho việc thảm sát khoảng 100 triệu người trong thế kỷ thứ 20. Ông cho là những người Đức quốc xã đã bắt chước những phương pháp đàn áp từ Liên Xô.

### Hoạt động cực tả (1968–1971)
Stéphane Courtois là thành viên tích cực của tổ chức theo chủ nghĩa Cộng sản của Mao Trạch Đông Vive communism từ 1968 cho tới 1971, mà đổi tên vào năm 1969 thành Vive la Revolution với Roland Castro. Vào thời gian này ông điều hành tiệm sách của tổ chức tại đường Geoffroy-Saint-Hilaire ở Paris.